# Río Tabernilla
El río Tabernilla es un curso fluvial de Cantabria (España), perteneciente a la cuenca hidrográfica del Sámano. Tiene una longitud de 5,017 kilómetros, con una pendiente media de 5,2º. Es afluente del río Sámano, que desemboca en Castro-Urdiales.